# Попов, Сергей Константинович
Серге́й Константи́нович Попо́в (21 сентября 1930, Хоронхой, Восточно-Сибирский край — 25 июня 1995, Санкт-Петербург) — советский легкоатлет.
Мастер спорта СССР (1956). Заслуженный мастер спорта СССР (1958). Выступал за Иркутск (по 1958), Ленинград (с 1959) — спортивное общество «Локомотив».
Чемпион Европы 1958 года (победил с высшим мировым достижением — 2:15.17; единственный в СССР и России обладатель этого достижения), чемпион СССР и лидер сезонов в мире 1957—1959 годов по марафонскому бегу. Выиграл Кошицкий марафон 1959 года (2:17.45).

## Биография
Пятый ребёнок в семье (всего было 9 детей). В детстве любил бегать за почтой в Усть-Кяхту — в один конец это составляло 10—12 километров. Серьёзно стал заниматься бегом во время службы в армии. После демобилизации работал на железной дороге — сначала на родине, затем в Иркутске.
В 1959 году переехал в Ленинград. Окончил Институт физической культуры им. П. Ф. Лесгафта; работал тренером.

## Спортивные достижения
|       | Марафон   | Марафон |
| Место | Результат |         |
| ----- | --------- | ------- |
| 1960  | 5-е место | 2:19.19 |

|       | Марафон   | Марафон       |
| Место | Результат |               |
| ----- | --------- | ------------- |
| 1958  | чемпион   | 2:15.17 — ВМД |
| 1962  | 6-е место | 2:27.47       |

|       | Марафон   | Марафон |
| Место | Результат |         |
| ----- | --------- | ------- |
| 1957  | 3-е место | 2:24.05 |

|       | Марафон   | Марафон           |
| Место | Результат |                   |
| ----- | --------- | ----------------- |
| 1957  | чемпион   | 2:19.50 — ВД СССР |
| 1958  | чемпион   | 2:20.09           |
| 1959  | чемпион   | 2:21.55           |
| 1960  |           |                   |
| 1961  |           |                   |
| 1962  | 2-е место | 2:20.25           |
| 1963  | 3-е место | 2:21.10           |

Высшие достижения СССР
```
марафон       2:19.50                    .1957   
Москва

              2:15.17      
ВМД
      24.08.1958   
Стокгольм
```

## Награды
- Орден Трудового Красного Знамени (16.09.1960) — за успешные выступления в XVII летних и VIII зимних Олимпийских играх 1960 года, а также за выдающиеся спортивные достижения[6]